# Équipe d'Italie féminine espoir de kayak-polo
L'équipe d'Italie espoir de kayak-polo féminin est l'équipe féminine espoir qui représente l'Italie dans les compétitions majeures de kayak-polo.
Elle est constituée par une sélection des meilleures joueuses italiennes âgées de moins de 21 ans.